# Грем'яче (Калінінградська область)
Грем'яче (рос. Гремячье) — селище Черняховського району, Калінінградської області Росії. Входить до складу Каменського сільського поселення.
Населення —  262 особи (2015 рік).

## Населення
| 2002 | 2010 |
| ---- | ---- |
| 335  | ↘262 |